# استودان

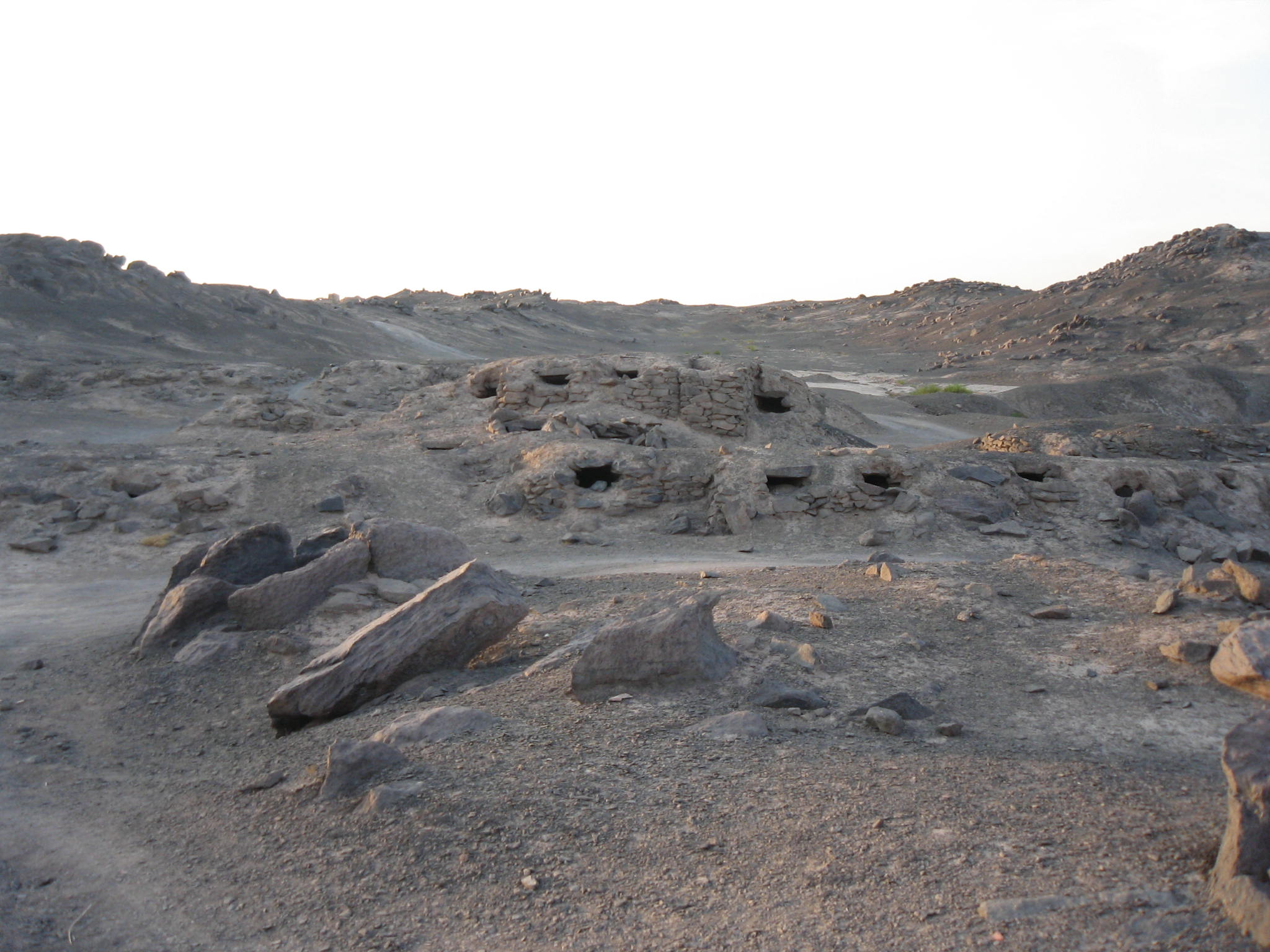
تصویر چند دخمه (جایی که زرتشتیان درگذشتگان خود را در آن می‌گذاشتند) در کوه خواجه در سیستان و بلوچستان.

اَستودان یا ستودان جایگاه نگهداری استخوان است و در دین مزدیسنا بخشی از آیین مردگان شمرده می‌شده که شامل حفره‌هایی به صورت‌های منتظم و چهارگوش یا نامنتظم و ساده در درون سنگ کوه بوده، و از پیش ایجاد می‌شده‌اند تا استخوان مردگان را پس از پوسیدن یا خورده شدن اجزاء غیر استخوانی لاشه توسط لاشخورها در دخمه بدانجا انتقال داده و در آن‌ها نگاه دارند. بعضی از استودان‌های عهد ساسانی مشتمل بر نوشته‌های مذهبی و نامِ شخص درگذشته بوده‌است. گوردخمه نیز روشی مشابه برای مردگان است.
بازمانده استودان‌های کهن در کازرون، شوشتر، نقش رستم، شهر ری و استان کرمان و یزد یافت می‌شود.

## نام
استودان از دو بخش اَستو- (هسته :استخوان) و -دان (جایگاه) تشکیل شده‌است.